# Think tank
Ne doit pas être confondu avec Cercle de réflexion.
Pour les articles homonymes, voir Think tank (homonymie).
 (juin 2022).
 (avril 2023).
Les informations dans cet article sont mal organisées, redondantes, ou il existe des sections bien trop longues. Structurez-le ou soumettez des propositions en page de discussion.
Avec le temps, il arrive que le contenu présent dans un article devienne désordonné. Il est souvent nécessaire de réorganiser l'article de fond en comble.
- Il faut tout d’abord répartir le contenu de l'article en plusieurs sections. Les informations doivent ensuite être exposées clairement et le plus synthétiquement possible, regroupées par sujet afin d'éviter les doublons. Quelqu'un cherchant une information précise doit pouvoir la trouver rapidement en lisant la section appropriée.
- À l'intérieur de chaque section, le texte, souvent initialement sous la forme de phrases éparses, doit être regroupé dans des paragraphes de quelques lignes, en assurant un enchaînement logique et une cohérence entre les phrases.
- Lorsque l'article ou l'une de ses sections développe trop longuement un point qui n'est pas dans le cœur du sujet traité, il convient de faire une synthèse et de transférer l'ancien contenu dans des articles plus appropriés (en cas de transfert, il faut impérativement respecter la procédure Aide:Scission).

Si vous pensez que ces points ont été résolus, vous pouvez retirer ce bandeau et améliorer le plan d'un autre article.
Un think tank (prononcé en anglais : [θɪŋk tæŋk]), est une structure de droit privé (fondation ou association) qui se donne pour objectif de produire des argumentaires et des recommandations au personnel politique. Spécialisé dans la fabrication de supports d'aide à la décision politique, il peut être désigné comme un institut d'ingénierie politique.
Ni simple groupe de réflexion ou même laboratoire d'idées, (au sens où la méthodologie employée n'est pas scientifique au sens académique, et le travail ne reste jamais conceptuel), le think tank se distingue du lobbying. Dédié à une approche sectorielle et marchande, le lobbying sert avant tout les intérêts de ses clients. A contrario, le think tank se concentre sur la recherche de solutions dédiées aux politiques publiques.
En 2012, 6 603 think tanks étaient répertoriés dans le monde, 6 480 en 2010 et près de 11 175 en 2020. La création de think tanks a été importante de la fin des années 1960 au début des années 2000. Au plus fort de leur croissance, vers l'année 1996, il se créait dans le monde près de 150 think tanks par an. Depuis, la progression de leur nombre a fortement ralenti aux États-Unis, mais elle s'est accélérée en France, de même que s'est renforcé leur poids sur la décision politique. Les États-Unis restent le pays qui compte le plus de think tanks.

## Généralités

### Rôle
Les think tanks ne visent pas seulement à réaliser des études originales. Un de leurs principaux objectifs est d'adapter les idées existantes aux « besoins et contraintes du monde politique ».
Les rôles des think tanks sont nombreux. Ils contribuent à la vie publique en faisant le lien entre le monde de la recherche et celui de la politique, et apportent parfois une rigueur méthodologique à l'étude des problèmes contemporains.
Pour James McGann (en), directeur du Think Tanks and Civil Societies Program (en) à l'université de Pennsylvanie et éditeur du classement mondial des laboratoires d'idées, ceux-ci « aident à mettre au point les agendas politiques et dressent des ponts entre le savoir et le pouvoir ».
Pour Richard N. Haass, les laboratoires d'idées contribuent de cinq façons à la politique publique :
- Ils « génèrent des idées originales et des options politiques »[13].
- Ils « fournissent un réservoir d'experts prêts à être employés par le gouvernement »[14]. Aux États-Unis, les think tanks contribuent à la circulation des élites, par exemple en servant de réservoirs de talents ou en permettant aux membres d'une administration d'intégrer une structure et de préparer leur retour lorsque leur parti n'est plus au pouvoir.
- Ils constituent « un lieu où les décideurs peuvent débattre d'idées et tester de nouvelles approches »[14]. Par exemple, Royal Institute of International Affairs organise de nombreux débats soumis à la règle de Chatham House, qui permet la confidentialité des échanges[15]. Cette pratique a été reprise par de nombreux think tanks.
- Ils ont un rôle pédagogique, tant au niveau des élites que des citoyens, et contribuent à éclairer le débat public[16]. Certains think tanks se concentrent uniquement sur les décideurs, et d'autres peuvent viser le grand public. Les think tanks « reaganiens » ou « thatcheriens », au départ considérés comme hors du « cercle de la raison », ont ciblé le grand public[17] et ont également servi de support à l'émergence d'un groupe de dirigeants conservateurs.
- Les think tanks consacrés aux relations internationales peuvent « compléter les efforts officiels pour résoudre les conflits ».

### Typologie
Plusieurs variétés de think tanks se distinguent :
- des « universités sans étudiants », comme la Fondation Carnegie pour la paix internationale ou l'Institut français des relations internationales en France. Ils emploient des chercheurs et ont à cœur de réaliser des études dotées d'une rigueur académique[18];
- des think tanks travaillant principalement grâce à des études commandées par les institutions publiques, telle la RAND Corporation ;
- des advocacy think tanks (en français, il pourrait s'agir de « think tanks à plaidoyer »). Ils produisent des études et mettent en avant des idées en lien avec les valeurs qu'ils veulent défendre ;
- les think tanks liés aux partis politiques. Bien qu'ayant été commandités par des partis politiques, ils tentent de garder une certaine autonomie de façon à préserver la qualité des recherches.
- les think tanks catégoriels, autour d'un métier, comme l'Association nationale des directeurs des ressources humaines[19].

### Historique

#### Jusqu'à la crise de 1973
La Fabian Society, créée à Londres en 1884 pour promouvoir des réformes sociales, est considérée comme le plus ancien think tank. Viennent ensuite la Fondation Carnegie pour la paix internationale (1910), créée par l'Institut économique de Kiel (Allemagne, 1914), et enfin l’Institute for Government Research qui deviendra la Brookings Institution (1916). À la fin de la Première Guerre mondiale émergent deux think tanks consacrés aux relations internationales : Royal Institute of International Affairs (1920) et le Council on Foreign Relations (1921).
La Seconde Guerre mondiale et l'immédiat après-guerre voient l'émergence de nombreux think tanks : American Enterprise Institute (1943), Rand Corporation (1946), Société du Mont-Pèlerin (1947), Institute of Economic Affairs (1955), Hudson Institute (1961). Et c'est en Allemagne qu'entre 1945 et 1975 apparaissent 40 % des think tanks.

#### De 1973 à nos jours
Depuis 1973, une montée en puissance de think tanks proches de Reagan et de Thatcher est observable dans les pays anglo-saxons tel que : Heritage Foundation, Cato Institute, Adam Smith Institute (qui aurait été destiné « à contrer les idéaux keynésiens »). Les think tanks vont d'une certaine façon suivre et amplifier les divergences idéologiques qui commencent à se creuser dans ces pays. En réaction, des think tanks plus progressistes vont être créés, tel l'Institute for Public Policy Research. Néanmoins, durant cette période, ce sont plutôt les think tanks conservateurs qui vont être les plus influents et donner le ton. En politique internationale, le Project for the New American Century, créé en 1977, aura une forte influence sur le président George W. Bush, notamment dans sa politique irakienne.
En France, le poids de l'appareil d'État sur l'expertise a pu gêner le développement d'une pensée indépendante de l'État. La création de l'IFRI en 1979 marque un tournant, alors que, parallèlement, la nécessité d'une réflexion et d'une pensée issues de la société civile se fait jour, et que l'idée que « la France perd la bataille de la diplomatie intellectuelle en Europe » devient plus prégnante. Aussi, les années 1990-2000 voient-elles la création de nombreux think tanks comme L'institut Montaigne (2000), La République des idées (2002), Fondapol (2004), précédés par la Fondation pour la Recherche Stratégique, (1992), l'Institut de relations internationales et stratégiques, Notre Europe (1996) et EuropaNova (2002). Dans les années 1990 et 2000, la haute administration se rapproche de l’entreprise et banalise le recours aux cabinets de conseil.
Cette montée en puissance des think tanks en France n'est pas isolée. En règle générale, la chute du mur de Berlin voit l'éclosion de nombreux think tanks, notamment dans les anciens pays communistes. Aux États-Unis, les démocrates et les libéraux, qui ont l'impression d'avoir en partie perdu la bataille des idées, vont étudier les moyens de renforcer les think tanks proches d'eux-mêmes et de mieux les financer, de façon à rattraper leur retard. En fait, aux États-Unis, les liberals classés à gauche sont alors puissants dans les universités, mais leurs think tanks ont pris du retard.

## Géographie et classement desthink tanks

### Lesthink tankspar grandes régions du monde
Le programme « Think Tanks and Civil Societies Program (TTCSP) » créé en 1989 au sein de l’institut Lauder de l’Université de Pennsylvanie, publie annuellement depuis 2007 un index mondial des think tanks. Résultat d'une enquête internationale menée auprès d’universitaires, donateurs publics et privés, décideurs politiques et journalistes, ce travail permet de classer plus de 6 500 think tanks en utilisant une série de 18 critères élaborés par le TTCSP.
Si l'on prend le détail par région, sur un total de 6 305 think tanks répertoriés dans le monde en 2009, l'Afrique du Nord et le Moyen-Orient comptent 7,8 % du total des think tanks, l'Afrique subsaharienne 7 %, l'Asie 16,7 %, l'Europe 27,5 %, l'Amérique latine et les Caraïbes 10,8 %, l'Amérique du Nord 30 % et l'Océanie 0,5 %. L'index réalisé par le département de l'université de Pennsylvanie permet de voir quels sont les think tanks importants selon ses critères dans chaque région.
- En Europe, le rapport distingue toujours l'Europe de l'Ouest de celle de l'Est.
  - En Europe de l'Ouest, le premier think tank est Chatham House (Royaume-Uni) suivi par le Bruegel (think tank) (Belgique) et le Stockholm International Peace Research Institute (Suède)[32].
  - En Europe de l'Est, le premier est le Carnegie Moscow Center (Russie), suivi de deux think tanks polonais : Polish Institute of International Affairs et Center for Economic and Social Research.
- Amérique du Nord. Les trois premiers think tanks sont Brookings Institutions (US), Carnegie Endowment for Peace (US) et Center for Strategic and International Studies (US).
- Afrique. Les trois premiers think tanks sont localisés en Afrique du Sud : South African Institute of International Affairs (SAIIA), Institute for Security Studies (ISS) et Free Market Foundation. Notons le 15e rang du Centre d'études, de documentation et de recherches économique et sociale (CEDRES) du Burkina Faso et le 9e du Council For the Development of Social Science Research in Africa (CODESRIA), au Sénégal.
- Afrique du Nord et Moyen-Orient. Le premier est le Carnegie Middle East Center (Liban) suivi du Gulf Research Center (GRC) de Dubaï (Émirats arabes unis) et de l'Al-Ahram Center for Political and Strategic Studies (Égypte). Notons que le Centre d'études et de recherches en sciences sociales du Maroc est au 22e rang.
- Amérique latine. Le premier est la Fundação Getúlio Vargas (Brésil) ; le deuxième le Centro de Estudios Públicos (CEP) (Chili) ; le troisième le Centro Brasileiro de Relações Internacionais (CEBRI) (Brésil)[33].
- Asie. Le premier think tank est le Chinese Academy of Social Sciences (Chine), suivi du Japan Institute for International Affairs (JIIA) (Japon) et de l'Institute for Défense Studies and Analyses (IDSA) (Inde). Dans le top 25 des pays asiatiques, cinq think tanks sont chinois et six indiens[34].

### Les tops 25 desthink tanksdans le monde
Selon le rapport de l'Université de Pennsylvanie de 2010 — qui peut être sujet à certaines critiques méthodologiques —, le top 25 s'établit ainsi :
- Top 25 des meilleurs think tanks : premier Brookings Institution (États-Unis), deuxième Council on Foreign Relations (États-Unis), troisième Carnegie Endowment For International Peace (États-Unis). Le premier think tank chinois est 24e : le Chinese Academy of Social Sciences (CASS)[36].
- Meilleurs think tanks affiliés à une université : Hoover Institution (Stanford), Belfer Center for Science and International Affairs (Harvard), Center for International Developpement (Harvard). Le Centre d'études et de recherches internationales (CERI Sciences Po Paris) est au 7e rang[37].
- Meilleurs think tanks affiliés à un gouvernement. World Bank Institute, Congressional Research Service (États-Unis), Royal United Services Institute for Defense and Security Studies (Royaume-Uni), Council of Policy Advisors (Union européenne)[38].
- Meilleurs think tanks affiliés à un parti. Les deux premiers sont allemands : la Friedrich Ebert Foundation (FES) et la Konrad Adenauer Foundation. Le troisième est anglais : le Center for Policy Studies. En France, Terra Nova est 19e et la Fondapol 23e, juste derrière le Central Party School (chinois)[39].

## Think tanksdans quelques pays

### Suisse
En 2016, la Suisse comptait 73 think tanks, occupant ainsi la 15ᵉ place du classement de l’Université de Pennsylvanie.
Ces groupes de réflexion traitent principalement de questions économiques comme Avenir Suisse le think tank libéral qui développait des idées pour le futur de la Suisse, de questions relatives à la sécurité (Centre de Genève pour la gouvernance du secteur de la sécurité) ou encore à la politique étrangère (Foraus (de)). Parmi les think tanks les plus connus au niveau international figure le World Economic Forum, dont la rencontre annuelle à Davos est l’un des plus importants rendez-vous entre dirigeants politiques et économiques.

### États-Unis
Les États-Unis est le pays qui compte le plus de think tanks ; c'est même de ce pays qu'est venue l'expression de lobby pour les désigner. La capitale, Washington, compte 393 think tanks (un cinquième du total). Pour Peter Singer, cette ville est d'une certaine façon celle de « l'industrie des idées ». Les think tanks sont particulièrement nombreux sur Massachusetts Avenue, avec notamment la Brookings Institution (au sommet du classement depuis plusieurs années) et le Carnegie Endowment for International Peace.
Les think tanks ont une influence assez forte. L'idée du plan Marshall vient de travaux de la Brookings Institution. L'Heritage Foundation, à travers notamment son Mandate for Leadership, a dressé les contours des politiques mises en œuvre par le président Reagan. Plus récemment, certains think tanks ont soutenu la guerre en Irak, tandis que d'autres, quand la situation s'est dégradée, ont conçu entre 2004 et 2006 la politique alternative qui a été adoptée dans un second temps.
Si ce pays compte des think tanks conservateurs tel l'Heritage Foundation, il compte aussi des think tanks progressistes comme le Center for American Progress (créé en 2003) pour jouer, côté démocrate, un rôle similaire à celui de l'Heritage Foundation. À côté de ces think tanks engagés, le Council on Foreign Relations, la Brookings Institution et la Rand Corporation se veulent non-partisans. Il est possible de citer d'autres think tanks influents comme le Project for the New American Century, le Cato Institute (libertarien), la Hoover Institution, la Brookings Institution, la RAND Corporation, le German Marshall Fund of the United States ou encore l'American Enterprise Institute.
Il est à noter que souvent les think tanks servent de vivier pour les administrations américaines et, parfois, de base de repli en cas de changement politique ; les critiques concernant cette pratique parlent de revolving doors. Plus de 60 % des secrétaires d'État assistants du ministère américain des Affaires étrangères (State Departement) sont issus des think tanks.

### Canada

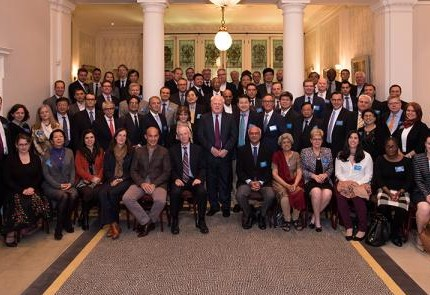
Ambassadeur Neelam Deo, ouverture de la 3e édition du sommet mondial des groupes de réflexion Think Tank se déroulant à Montréal du 28 au 30 Septembre.

Le Canada compte en 2013 plus de 130 think tanks. Le pays connait un véritable essor des think thanks qu'au cours du dernier tiers du XXe siècle. Il comporte aujourd'hui une diversité importante d'organisations œuvrant à produire et à diffuser des connaissances, des analyses et des commentaires liés aux politiques publiques fédérales, provinciales et internationales. Au ⁣⁣Québec⁣⁣, on trouve l'Institut d'études internationales de Montréal (IEIIM) , le Centre de recherche interdisciplinairesur la diversité et la démocratie (CRIDAQ) ou encore le Centre d'études sur l'intégration et la mondialisation (CEIM).
Lancé en 2008 par le Centre de recherches pour le développement international (CRDI), l'initiative Think Tank (ITT) vise à renforcer les capacités des instituts indépendants de recherche sur les politiques publiques dans les pays en développement. Le Fraser Institute se classe 16e au rang des top think tanks mondial d'après le rapport 2018 Global Go to Think Tank Index Report du TTCSP Global Go To Think Index Reports.
La communauté politique canadienne du dernier tiers du XXe siècle a dû composer avec la croissance exponentielle des sciences sociales dans les universités et le déploiement particulièrement prononcé de ces sciences dans les débats publics et les forums d'élaboration des partis politiques. À partir de cette époque, la multiplication des think tanks canadiens participe à la constitution d'un contexte d'élaboration des politiques publiques plus ouvert et distendu, mais aussi plus compétitif et fragmenté.

### Royaume-Uni
La Grande-Bretagne compte en 2010 environ 278 think tanks. Le pays compte cinq think tanks classés dans le top 25 mondial : Chatham House (quatrième), Amnesty International (cinquième), International Institute for Strategic Studies (quatorzième), Human Rights Watch (seizième), Adam Smith Institute (dix-neuvième). Le Royaume-Uni est particulièrement bien placé dans le domaine des think tanks concernant la « bonne gouvernance » et la « transparence » avec Transparency International (premier dans le domaine), Amnesty International (second), Human Rights Watch (troisième), Oxford Council on Good Governance (huitième), le Mo Ibrahim Foundation (onzième), Taxpayers Alliance (douzième). Le pays compte également trois think tanks de rang mondial au niveau environnemental avec Chatham House, l’International Institute for Environment and Development et E3G, Third Generation Environmentalisme. Le Royaume-Uni compte aussi un think tank de niveau mondial dans le secteur des sciences et technologies avec le Science and Technology Policy Research. Le pays a également trois think tanks affiliés à un parti politique de niveau mondial avec le Centre for Policy Studies, Demos et la Fabian Society. Dans le domaine de la sécurité et des relations internationales, la Grande-Bretagne compte quatre des 25 meilleurs think tanks : International Institute for Strategic Studies (sixième), Chatham House (huitième), Human Rights Watch (douzième), ainsi que European Council on Foreign Relations (dix-septième).

### Belgique et Union européenne
Bruxelles, siège de la Commission européenne, compte trois institutions à vocation mondiale ou européenne figurant dans le top 25 des meilleurs think tanks mondiaux : International Crisis Group (11e rang), Centre for European Policy Studies (15e rang), et Bruegel (think tank) (18e rang).
Le fait que les institutions européennes aient souvent leur siège à Bruxelles explique aussi que la Belgique compte quatre think tanks affiliés à un parti politique figurant au top 25 mondial : le Centre for European Policy Studies, déjà nommé (8e rang mondial), la Green European Foundation (12e), la Foundation for European Progressive Studies (FEPS) (14e) et l'European Ideas Network (20e). La Belgique a aussi deux institutions dans le top 25 des think tanks en science et technologie : le Lisbon Council for Economic Competitiveness (18e) et l'Institute for the Encouragement of Scientific Research and Innovation of Brussels (ISRIB) (23e).

### Allemagne
Trois faits méritent d'être soulignés. L'Allemagne (où l'on utilise de préférence l'équivalent allemand Denkfabrik) est bien placée au top 25 des think tanks portant sur la science et la technologie : le Max-Planck-Institut (1er), la Bertelsmann Stiftung (« fondation ») (2e), le Zentrum für Entwicklungsforschung (ZEF). Par ailleurs, elle est en tête également du top 25 des meilleurs think tanks affiliés à un parti politique, avec quatre think tanks — Friedrich Ebert Stiftung (FES), Konrad Adenauer Stiftung (KAS), Fondation Heinrich-Böll, Friedrich Nauman Stiftung (FNS) — dans les cinq premiers mondiaux. Enfin, de façon générale, ce pays est bien placé dans les classements : sept think tanks dans le top 25 d'Europe de l'Ouest, trois dans le top 25 des think tanks de développement international, quatre dans le top 25 des think tanks de l'environnement, trois dans le top 25 des think tanks sur la sécurité et les affaires internationales (la France en a quatre), deux dans le top 25 des think tanks sur l'économie politique domestique (intérieure), un dans le top 25 des think tanks en politique sociale.

### France

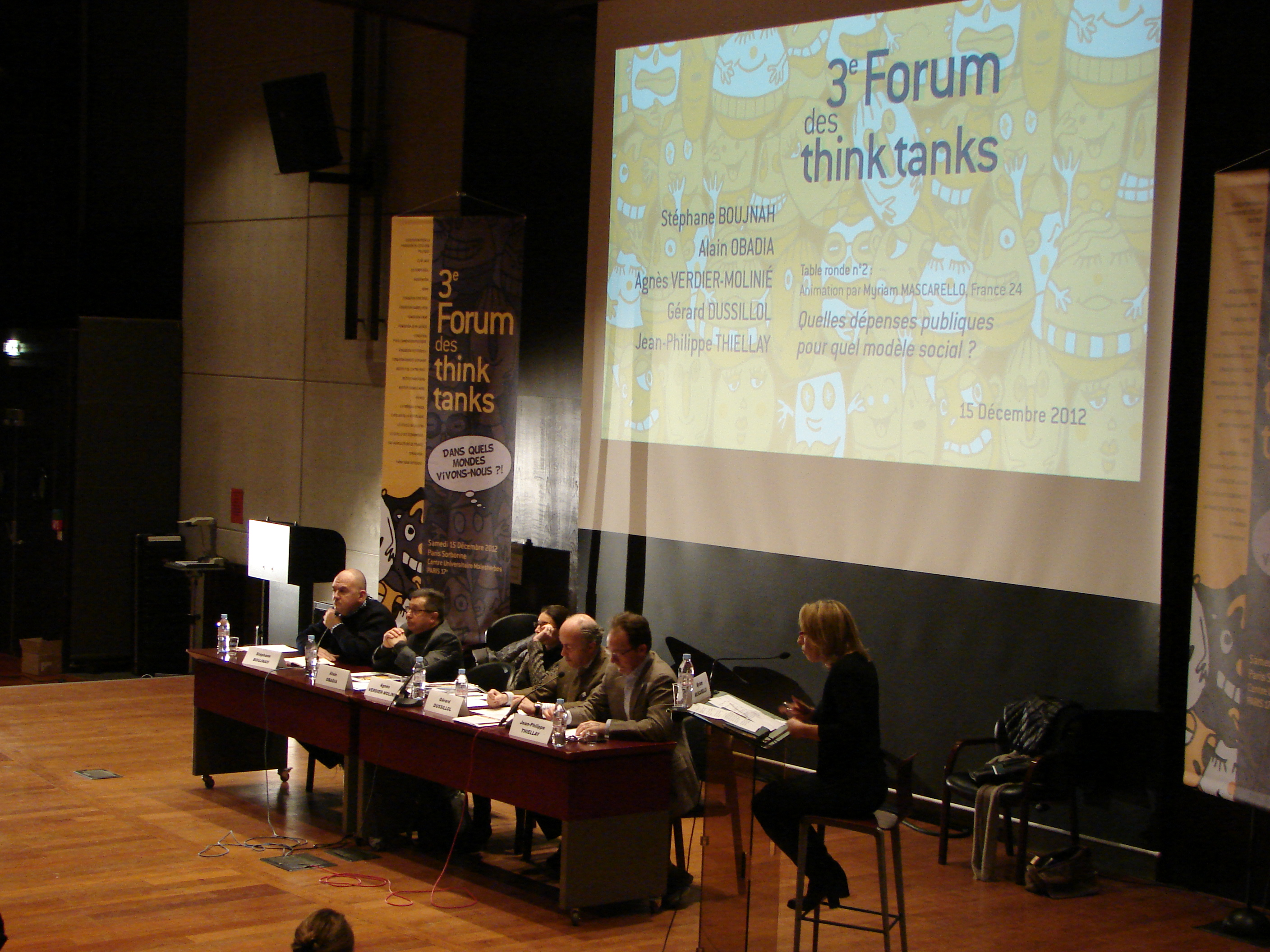
Forum des think tanks en 2012.

Si la France a une longue tradition de clubs et cercles politiques tels que le Club Jean Moulin durant les années 1960, le recours à une expertise professionnelle indépendante des structures de l'État est beaucoup plus récente, puisqu'un des premiers laboratoires d'idées financé par l'État, l'IFRI, a été fondé en 1979. En 2011, selon les méthodes de classement du Global Go to Think Tanks (qui sont toutefois sujettes à caution pour leur opacité), la France en compterait 160, contre 190 en Allemagne, 300 au Royaume-Uni et 1 500 aux États-Unis. En 2016, l'Observatoire européen des think tanks en a recensé 46 en France.
En outre, de 2010 à 2013, sous l'impulsion du Club Jade et de la Fondapol, le Forum des think tanks a rassemblé une quinzaine de think tanks du pays : EuropaNova, la Fondation Copernic, la Fondation Jean-Jaurès, la Fondation Res Publica, l'Institut Montaigne, Terra Nova, la Fondation iFRAP, etc. Fin 2011, alors que le débat sur la place de l'industrie commence à émerger en France, un laboratoire d'idées consacré à l'industrie est créé : La Fabrique de l'industrie, dont le conseil d'orientation comprend à la fois des représentants patronaux et des syndicalistes.
Créé en 2013, le think tank libéral Génération libre est le seul think tank français à apparaître dans la liste « think tank to watch » du classement Global Go To Think Tank Index Report de l'université de Pennsylvanie. Les sujets comme le revenu universel, la libéralisation du cannabis ou les effets pervers de la réglementation font notamment partie des travaux de think tank.
Les 17 et 18 juin 2013, l'International Network of Business Think Tanks organise sa rencontre annuelle à Paris sur le thème « l'entreprise qui change le monde-Relever les défis du XXIe siècle ». L'organisme se compose notamment de : l'Institut de l'entreprise (France), le Committee For Economic Developpement of Australia (CEDA), le China Institute for Reform and Development (CIRD), le Center for Finnish Business and Policy Studies (Eva), le CES-Ifo (Allemagne), la Japan Association of Corporate Executives (Keizai Doyukai), le Business Council of Latin America (CEAL), le Círculo de Empresarios (Espagne) et le Committee for Economic Development (États-Unis)
Selon un article de Challenges, « La vérité sur le financement des think tanks », publié en septembre 2015, les think tanks français restent de petites structures (en effectifs et en budget) par rapport à leurs homologues européens et américains et leur financement est souvent composé de subventions publiques :
- 1,5 million d'euros de subventions sur un budget total de 6 millions pour l'IFRI qui est le mieux doté des think tanks français ;
- 1,5 million d'euros de subventions sur un budget total de 4,1 millions pour la Fondation pour la recherche stratégique ;
- 380 000 euros de subventions sur un budget total de 3,4 millions pour la Fondation Nicolas Hulot ;
- 300 000 euros de subventions sur un budget total de 3 millions d'euros pour l'IRIS ;
- 1,5 million d'euros de subventions sur un budget total de 2,1 millions pour la Fondation Jean Jaurès ;
- 1,4 million d'euros de subventions sur un budget total d'1,9 million pour la Fondation Schuman ;
- 540 000 euros de subventions sur un budget total d'1,4 million pour Notre Europe ;
- 900 000 euros de subventions sur un budget total d'1,2 million pour la Fondapol.

À l'inverse, certains think tanks se caractérisent par un financement exclusivement d'origine privée, par choix ou par absence de subvention, la distinction n'étant pas toujours claire. C'est le cas notamment de :
- l'Institut Montaigne avec un budget annuel de 3,5 millions d'euros ;
- l'Institut de l'entreprise avec un budget de 3 millions d'euros ;
- la Fondation iFRAP avec un budget d'1,3 million d'euros ;
- la Fabrique de l'industrie avec un budget d'1 million d'euros ;
- l'AmCham France avec un budget d'1 million d'euros.

L'Observatoire européen des think tanks, créé en 2006, produit depuis 2016 le label Think Tank & Transparent dont les objectifs sont de normaliser l'écosystème français en identifiant les organisations dont les activités relèvent réellement de la définition de think tank et d'évaluer leur niveau de transparence, de gouvernance et de production principalement. Le label Think Tank & Transparent serait réalisé de façon totalement indépendante et répond à un contexte général d'attentes très fortes des citoyens et de la société civile plus largement pour plus d'éthique dans le débat public. Ainsi, plusieurs administrations françaises et organisations transnationales ont-elles salué cette initiative.
En 2016, 46 organisations ont reçu le label les désignant comme think tanks sur une centaine d'organisations évaluées. Les trois think tanks qui obtiennent le grade A général reposant sur de bonnes pratiques en matière d'éthique comme en matière de performance sont l'Institut Jacques Delors-Notre Europe, l'IDDRI et l'iFRAP. Ce résultat semble plus pessimiste sur la réalité française que les chiffres avancés par le Global Go to Think Tanks. Dans l'évaluation de ce label, il ressort qu'environ 80 % des think tanks français labellisés sont opaques quant à leurs financements et présentent de forts déséquilibres dans leurs organes de gouvernance quant à la représentation des femmes. Cet observatoire publie des contenus destinés à ce type d'organisation et organise des conférences thématiques réunissant représentants de think tanks, élus, entreprises, médias et citoyens. Il a également décerné les Trophées des think tanks français entre 2011 et 2014. Cet événement avait, lors de ses 3 premières éditions en partenariat avec CCI France et le CESE dont les membres élus prenaient part au vote, rassemblé plus de 40 think tanks français.
Avec 197 think tanks recensés en 2017, la France figure à la 6e place du classement établi annuellement par l'université de Pennsylvanie. Ce rapport répertorie et classe en effet près de 6 500 think tanks dans le monde dont la fonction première est de participer à la discussion publique sur des questions telles que les relations internationales, l'économie, la défense ou encore l'environnement.
Le laboratoire d'idées IFRI arrive d'ailleurs en tête des think tanks mondiaux si l'on laisse de côté les États-Unis.

#### Politique
Le monde politique utilise les think tanks pour les programmes électoraux. Le journal Le Monde, en janvier 2011, titre un article « Faut-il son think tank pour gagner la présidentielle ? ».
- Du côté de l'UMP, selon les auteurs de l'article[72], Jean-François Copé aurait demandé aux think tanks classés à droite[N 4] de travailler sur trois thèmes structurants : la compétitivité et les trente-cinq heures, la laïcité, la justice sociale.
- À gauche, les think tanks[N 5] ont été auditionnés avant la convention du projet, notamment Terra Nova, particulièrement impliqué dans l'élaboration et le chiffrage du programme de François Hollande pour les élections de 2012[73], ou Cartes sur Table[74].
- Le monde associatif s'est également doté d'un think tank dès 1981, avec La Fonda qui valorise et renforce la contribution des associations à l'intérêt général[75].

Toutefois, cet intérêt des partis politiques pour des cercles de réflexion externes doit être tempéré : en 2009, le Parti socialiste se dote de son propre « hub » (c'est-à-dire d'un centre de mutualisation), Le Laboratoire des idées alors que l'UMP créé un Conseil des think tanks et des clubs. Face à cela, de nombreux think tanks choisissent de se tenir éloignés des partis politiques et préfèrent affirmer leur indépendance. C'est notamment le cas de l'Institut Montaigne et le think tank européen EuropaNova.

### Tunisie
La Tunisie compte une vingtaine de think tanks, leur activité s'est développée après la révolution de 2011. Selon le rapport Global Go-TO Think Tanks Index 2015 publié par l’université de Pennsylvanie aux États-Unis, quatre think tanks tunisiens ont été sélectionnés parmi les 398 de la région MENA.
- L’Institut Tunisien des Études Stratégiques (ITES) : il s'agit d'un organisme rattaché à la Présidence de la République.
- L’Observatoire Tunisien de la Transition Démocratique (OTTD)[78] : il s’agit d’une institution de recherches ayant la forme d’une association à but non lucratif et à caractère scientifique qui entend contribuer à la transition démocratique du pays.
- Le Centre d’Études Méditerranéen Internationale (CEMI) : il s'agit d'une ONG à but non lucratif membre du réseau euro-méditerranéen des instituts de politique étrangère EuroMeSco.
- Enfin, le Cercle Kheireddine. : il s'agit d'un think tank travaillant sur les questions de politique publiques, de gouvernance et d’innovation institutionnelle[79]. Crée en 2014, il se positionne comme un « cercle de réflexion et de propositions traitant des grands sujets économiques, financiers et sociaux ».

Néanmoins, et au-delà de ces quatre institutions, il existe plusieurs autres think tanks tels que notamment :
- Le Think Tank de l'Institut Arabe des Chefs d'entreprise (IACE), Fondé depuis 1984, s'est érigé comme est un think tank économique, œuvrant pour la promotion du secteur privé. L’IACE mène surtout depuis la 2011 des travaux pour produire et porter des idées innovantes, pour l'amélioration de l'environnement des affaires et le développement économique.
- Le Think Tank Joussour qui a été créé en décembre 2015, par un groupe diversifié de fondateurs venant des secteurs privé et public, avec des sensibilités politiques différentes. Le Think Tank est spécialisé dans l’élaboration de politiques publiques et focalisé sur les aspects stratégiques de la Tunisie[80].
- Le " think do tank " jasmine foundation qui est un " think do tank " focalisé sur l’action associative et dont les thèmes de prédilection sont : la démocratie, la gouvernance locale, la justice transitionnelle, ou encore la participation citoyenne.

Ces think tanks ne sont pas tous actifs de la même manière. S'il y a ceux qui produisent régulièrement des rapports, organisent des conférences en tout genre, s’expriment dans les médias, d'autres sont des coquilles vides et ne proposent rien.

### Maroc
Au Maroc, de nombreux think tanks ont émergé ces dernières années. AMAQUEN, fondé par Abdennasser Naji en 2003, est un Think Tank dans le domaine de l'éducation à travers ses publications (rapports), sa revue scientifique internationale "The Journal of Quality in Education", et son colloque international (CIMQUSEF). Selon Marianne Republic, AMAQUEN est un think tank leader dans les questions relatives à l'éducation. Le Temps et Jeune Afrique citent ainsi le Centre d’études et de recherches en sciences sociales (Cerss), créé en 1993 et ancré dans le milieu universitaire ; le Cercle d'Analyse Politique (CAP), que Jeune Afrique lie à l’Union socialiste des forces populaires ; l’Institut royal des études stratégiques, proche du pouvoir royal ; et l'Institut Amadeus, lui aussi lié au gouvernement, selon Le Temps. Ce journal note également la relative faiblesse des think tanks universitaires, liée à la faible densité de l'enseignement supérieur au Maroc. Plus récemment, en 2011, la Fondation Diplomatique — organisme sans appartenance politique, et lié au magazine marocain des relations internationales Diplomatica — s'est spécialisée dans les relations sud-sud ayant pour cadre le Maroc. En 2014, le Policy Center for the New South (PCNS) voit le jour. Ce think tank vise à contribuer à l’amélioration des politiques publiques, aussi bien économiques que sociales, qui concernent le Maroc et l’Afrique, en tant que parties intégrantes du Sud global. Le Policy Center a réussi à s’imposer dans le classement mondial des think tanks, publié annuellement par Pennsylvania University (TTCSP).

### Russie
- Club Valdaï
- Club d'Izborsk
- Institut d'études des États-Unis et du Canada

### Chine
Sous l'impulsion de Xi Jinping de nombreux think tanks « aux caractéristiques chinoises » ont vu le jour (on parle même de « printemps des think tanks »). Cependant, cette émergence rencontre de nombreuses difficultés, à commencer par une soumission trop importante au gouvernement et notamment au Département de la Propagande, bien qu'ils puissent être issus d'entreprises ou de médias chinois. Outils de l'influence chinois et de légitimation de la politique chinoise, ils peinent à jouer leur rôle d’espace destiné à l’opinion publique et à diversifier leurs thématiques d'études. Les think tanks chinois peinent également à s’internationaliser.

### Divers
- Ukraine : Centre Razoumkov

## Critiques
L'influence de certains intérêts privés sur les médias, via notamment les think tanks, a été étudiée par Noam Chomsky et Edward Herman dans leur livre La Fabrication du consentement, et théorisée en partie via leur modèle de propagande. L'histoire des think tanks néolibéraux, leur finalité et leurs liens avec les lobbies financiers ont fait l'objet d'une enquête approfondie de Roger Lenglet et Olivier Vilain dans Un pouvoir sous influence : quand les think tanks confisquent la démocratie.
Pour certains, les laboratoires d'idées sont particulièrement influents dans le réseau des médias pour diffuser le schéma « Peur, incertitude et doute » ; tels The Heartland Institute, le DCI Group et le Hudson Institute, opérant sur la contestation du consensus scientifique produit pour décrire le réchauffement climatique ; les intérêts stratégiques pour l'industrie pétrolière et l'industrie lourde sont en effet considérables concernant la contention de toute législation dans ce domaine.
Par ailleurs, notamment aux États-Unis, la multiplication des think tanks induit une tendance parmi les moins établis d'entre eux, ou parmi les plus abondamment pourvus par les groupes financiers : ils sont rendus plus sensibles aux exigences des entreprises et des groupes de pression. Alexis Corbière, alors responsable des études du Parti de gauche, dénonce également les think tanks français comme « des lobbys malins qui, sous un vernis scientifique, prétendent produire des idées non partisanes, alors qu’ils défendent les intérêts généraux des groupes privés qui les financent ».
Pour Grégory Rzepski, journaliste spécialisé dans l'étude des médias, la plupart des think tanks français contribuent à maintenir l'ordre social ou à défendre la politique étrangère des États-Unis. Leur « consanguinité » — nombre de think tanks recrutant les mêmes collaborateurs — les conduirait à défendre des analyses proches, tout en bénéficiant d'un large accès aux médias : « La totalité des cercles de réflexion ayant accès aux médias dominants sont répartis sur un spectre idéologique étroit, de l’ultralibérale Fondation Ifrap au social-libéral Terra Nova ».